# Jacques Duval d'Eprémesnil (1714-1764)
Jean-Jacques du Val, seigneur d'Eprémesnil, né au Havre, le 13 avril 1714, et mort le 3 mars 1764, à Paris, est un armateur, administrateur colonial et économiste français.

## Biographie
Jacques Duval d'Eprémesnil est le fils de Jacques Duval d'Eprémesnil (1672-1748) et le frère de Georges Duval de Leyrit. 
Armateur et négociant au Havre, il débute comme employé dans les bureaux de la Compagnie des Indes à Lorient, dont son père était directeur.
En 1741, il est envoyé aux Indes comme conseiller au Conseil supérieur de Pondichéry. Il y épouse en 1743 Anne Christine Vincent, fille de Jacques Vincent, conseiller et procureur-général au Conseil supérieur de Pondichéry, et de Jeanne Albert de Castro (remariée à Dupleix). Il est le père de Jean-Jacques Duval d'Eprémesnil.
Il fait le prise de Madras avec Mahé de La Bourdonnais et devient chef du Conseil supérieur et gouverneur de Madras du 2 octobre 1746 à août 1749, qu'il défend contre le Nabab d'Arcade. Déguisé en brahmane, il parcourt l'Inde intérieure et s'introduit dans les pagodes indiennes pour en décrire et dessiner les cérémonies.
Rentré en France en 1750, touché par la surdité, il s'occupe alors de lettres et d'économie.

## Publications
- Correspondance sur une question politique d'agriculture (1763)
- Lettre à M*** sur l'imputation faite à M. Colbert d'avoir interdit la liberté du commerce des grains (1763)
- Sur le commerce du Nord (1762)
- Lettre à monsieur l'abbé Trublet, sur l'Histoire (1760)
- Examen de la cécité et de la surdité

## Source et bibliographie
- François-Xavier Feller, Dictionnaire historique, Houdaille, 1836
- Haudrère Philippe. "L'origine du personnel de direction générale de la Compagnie française des Indes, 1719-1794". In: Revue française d'histoire d'outre-mer, tome 67, n°248-249, 3e et 4e trimestres 1980. pp. 339-371.
- Bulletin. Etudes, documents, chronique litteraire, Volumes 128 à 129, 1982
- Théodore Eloi Lebreton, Biographie normande, 1857